# Plano sonoro (parlante)
El plano sonoro es un tipo de parlante de alta potencia (de 60 a 100 W por canal) cuya principal característica es su reducido tamaño en comparación a las cajas o bafles capaces de entregar la misma potencia. El altavoz es esencialmente un panel de espuma plástica rígida, no alojada en ningún recinto sino simplemente colocada en un marco, como un cuadro. El panel de espuma se mueve por medio de un dispositivo llamado "martillo acústico". Los altavoces manufacturados en Argentina se comercializaron con una tela decorativa y un marco con la idea de colgarlos en la pared. Esto hace de su principal diferencia con las cajas con parlantes comunes, el plano sonoro es compacto y liviano. Fue inventado por el argentino Juan Bertagni en 1970 quien llegó a comercializar algunos modelos en su país, pero en 1975 se trasladó a Estados Unidos para seguir produciendo su invención.

## Características
Los parlantes tradicionales están montados en una gran caja para producir los sonidos más graves. El problema con tal gabinete es que no permite la libre propagación del sonido, por lo que hace imposible un sonido totalmente omnidireccional (en todos los sentidos, es decir a 360°). En cambio, el plano sonoro esencialmente es un panel de espuma plástica rígida, que no esta alojada en ningún recinto, sino simplemente colocada dentro de un marco, como un cuadro. El marco podía medir 61 cm de alto por 38 de ancho con un espesor de no más de 12 cm, enmarcado en roble o nogal simulado. El panel de espuma se mueve por medio de un dispositivo llamado "martillo acústico" por Bertagni. Al modificar ciertas características de este martillo, como también cortando surcos en la parte posterior del panel, BES (la compañía de Bertagni), logró mejor respuesta en frecuencia en sus altavoces. El plano sonoro al prescindir de una caja acústica hace que su diseño sea mucho más compacto, de hecho los primeros ejemplares fabricados en Argentina venían con una imagen decorativa con la idea de colgar al parlante en la pared, como un cuadro. En una publicación del The New York Times de 1985 señala que el "BES SM-80, utiliza métodos novedosos para lograr una combinación feliz de bajo precio y alto rendimiento". En 1982 la compañía Bertagni presentó el SM-100 a 400 $ dólares el par, con una dispersión de sonido "omnipolar", es decir, la misma desde cualquier posición en una habitación. El nuevo modelo Bose de bajo precio mencionado anteriormente utiliza una matriz multidireccional de controladores para recrear un equilibrio de energía sonora reflejada y directa. Una aleta o "control de energía directa" cambia el patrón de radiación del tweeter. Bose también tiene una versión actualizada de su modelo 501, un sistema de $ 680 por par en un gabinete de pie.
Actualmente Live Wall sigue vendiendo el producto.